# 堀江 (大阪市)
堀江是日本江戶時期位於大阪市西南部的一個地名，以現在的位置來說，約在大阪府大阪市西區北堀江一丁目到四丁目、南堀江一丁目到四丁目這些地方。江戶時期這個地方是由長堀川、西横堀川、木津川、道頓堀川等四條挖掘河流所包圍的地區，其中長堀川與西横堀川都已被掩埋。
堀江一帶現作為時尚街區備受關注。以前這裡曾是木材舖集中的地方。今天的北堀江和南堀江的分界線上曾有一條堀江川，運送木材的船隻在河上往來交錯。這一切都在1945年（昭和20年）的大空襲時被毀成了一片廢墟。後來，疏散開了的人們又回來重建家園，建造了有名的家具之城立花通。近年來，堀江地區不斷湧現出服裝店、雜貨舖、咖啡廳等新的店舖，成為了引領時代潮流，時尚商舖林立，人潮熙熙攘攘的熱鬧街區。